# Brianne McLaughlin
Brianne McLaughlin (née le 20 juin 1987 à Sheffield dans l'État de  l'Ohio) est une joueuse américaine  de hockey sur glace qui a évolué dans la ligue élite féminine en tant que gardienne de but. Elle remporte deux médailles d'argent olympiques en 2010 à Vancouver et en 2014 à Sotchi. Elle gagne également deux titres de championne du monde en 2011 et en 2013 .
McLaughlin a remporté la Coupe Isobel en 2017 avec les Beauts de Buffalo juste avant de prendre sa retraite.

## Biographie

### International
- Vainqueur de la Coupe des quatre nations 2011 à Nyköping ( Suède).

## Statistiques

### En club
| Saison    | Équipe                     | Ligue |    | Saison régulière | Saison régulière | Saison régulière | Saison régulière | Saison régulière | Saison régulière | Saison régulière |     | Séries éliminatoires | Séries éliminatoires | Séries éliminatoires | Séries éliminatoires | Séries éliminatoires | Séries éliminatoires | Séries éliminatoires |
| Saison    | Équipe                     | Ligue | PJ | Min              | BC               | Moy              | % Arr            | Bl               | Pun              | PJ               | Min | BC                   | Moy                  | % Arr                | Bl                   | Pun                  |                      |                      |
| 2005-2006 | Colonials de Robert Morris | NCAA  | 30 |                  |                  | 4                | 90,2             |                  |                  |                  |     |                      |                      |                      |                      |                      |                      |                      |
| 2006-2007 | Colonials de Robert Morris | NCAA  | 27 |                  |                  | 3,28             | 90,8             |                  |                  |                  |     |                      |                      |                      |                      |                      |                      |                      |
| 2007-2008 | Colonials de Robert Morris | NCAA  | 32 |                  |                  | 2,82             | 91,3             |                  |                  |                  |     |                      |                      |                      |                      |                      |                      |                      |
| 2008-2009 | Colonials de Robert Morris | NCAA  | 30 |                  |                  | 3,14             | 91,6             |                  |                  |                  |     |                      |                      |                      |                      |                      |                      |                      |
| 2015-2016 | Beauts de Buffalo          | LNHF  | 13 |                  |                  | 3,21             | 90,4             |                  |                  | 5                |     |                      | 2,78                 | 91,8                 |                      |                      |                      |                      |
| 2016-2017 | Beauts de Buffalo          | LNHF  | 12 |                  |                  | 3,47             | 89,6             |                  |                  | 1                |     |                      | 2                    | 96,8                 |                      |                      |                      |                      |

### Au niveau international
| Année | Équipe     | Compétition          |   | PJ | Min | BC   | Moy  | % Arr | Bl | Pun               |  | Résultat |
| 2010  | États-Unis | Jeux olympiques      | 1 |    |     | 7,50 | 50   |       |    | Médaille d'argent |  |          |
| 2011  | États-Unis | Championnat du monde | 1 |    |     | 0    | 100  | 1     |    | Médaille d'or     |  |          |
| 2012  | États-Unis | Championnat du monde | 1 |    |     | 0    | 100  | 1     |    | Médaille d'argent |  |          |
| 2013  | États-Unis | Championnat du monde | 1 |    |     | 2    | 84,6 |       |    | Médaille d'or     |  |          |
| 2014  | États-Unis | Jeux olympiques      | 0 |    |     |      |      |       |    | Médaille d'argent |  |          |